# Pusiola unicolor
Pusiola unicolor là một loài bướm đêm thuộc phân họ Arctiinae, họ Erebidae.